# Électricien de l'État de New York
L'électricien de l'État de New York était le titre donné au bourreau en chef de l'État de New York lors de l'utilisation de la chaise électrique de 1890 à la dernière exécution de l'État en 1963, bien que le dernier électricien de l'État, Dow Hover, soit resté disponible pour toutes éventuelles exécutions futures jusqu'à ce que la Cour suprême des États-Unis ait brièvement aboli la peine capitale en 1972 lors de sa décision Furman v. Georgia,.
L'électricien de l'État contractait avec l'État de New York au taux inchangé de 150 $ par exécution (avec 50 $ supplémentaires pour toute autre exécution se déroulant le même jour) pour toute la durée de l'existence du poste. l'État de New York n'interdisait pas au détenteur de la fonction d'effectuer des exécutions pour d'autres États américains ou pour le gouvernement fédéral, et ce genre d'arrangements était fréquent. Ainsi c'est l'électricien de l'État de New York qui effectua les exécutions célèbres comme celle dans  l'État voisin du New Jersey de Bruno Hauptmann (1936), qui avait enlevé et tué le bébé de Lindbergh, celles dans le  Commonwealth du Massachusetts des anarchistes Sacco et Vanzetti (1927) et pour le gouvernement des États-Unis celle des époux Rosenberg (1953) à la prison fédérale de Sing Sing non loin de la ville de New York.

## Liste
| Nom               | Prise de fonction | Fin de fonction                                | Gouverneurs de l'État |
| ----------------- | ----------------- | ---------------------------------------------- | --- |
| Edwin Davis       | 6 août 1890       | 1914                                           | David B. Hill Roswell P. Flower Levi P. Morton Frank S. Black Theodore Roosevelt Benjamin Odell, Jr. Charles Evans Hughes John Alden Dix William Sulzer Martin H. Glynn |
| John Hulbert      | 1914              | 29 janvier 1926                                | Martin H. Glynn Charles S. Whitman Al Smith |
| Robert G. Elliott | 29 janvier 1926   | 24 août 1939                                   | Al Smith Franklin D. Roosevelt Herbert H. Lehman |
| Joseph Francel    | 24 août 1939      | 5 août 1953                                    | Herbert H. Lehman Thomas E. Dewey |
| Dow Hover         | 5 août 1953       | 15 août 1963 (de facto) 29 juin 1972 (de jure) | Thomas E. Dewey Averell Harriman Nelson Rockefeller |